# Clasament WTA
Clasamentul WTA este clasamentul mondial de jucătoare de tenis profesionist și este stabilit de Women's Tennis Association.  Se actualizează în fiecare săptămână și se referă la rezultatele din ultimele 52 de săptămâni. Clasamentul WTA a fost introdus în noiembrie 1975.
Clasamentul unei jucătoare este determinat de rezultatele obținute la maxim 16 turnee la simplu și 11 turnee la dublu, iar punctele sunt acordate în funcție de cât de departe avansează o jucătoare într-un turneu. Baza de calcul pentru clasamentului unei jucătoare constă în acele turnee la care se obține cele mai multe puncte pe parcursul perioadei de 52 de săptămâni, cu condiția ca acestea să includă puncte din cele 4 turnee de Grand Slam, cele 4 turnee Premier Mandatory și Turneul Campioanelor. În plus, pentru Top 20 jucătoare, vor conta și cele mai bune două rezultate ale acestora la turneele Premier 5. Până în 2016, WTA a distribuit puncte pentru jucătoarele la simplu care au concurat la Jocurile Olimpice de Vară. Acest lucru a fost întrerupt de atunci.
Pentru a apărea în clasamentul WTA, jucătoarele trebuie să câștige puncte de clasare în cel puțin trei turnee, sau un minim de 10 puncte de clasare la simplu sau 10 puncte de clasare la dublu în unul sau mai multe turnee.
Distribuția punctelor pentru turneele din 2021 este prezentată mai jos. Punctele câștigate în 2013 au fost puțin diferite în unele cazuri și și-au păstrat valoarea până au expirat după 52 de săptămâni.

## Distribuția de puncte
| Categorie                             | C     | F     | SF   | QF                                                         | R16                                                        | R32                                                        | R64                                                        | R128                                                       | Q                                                          | Q3                                                         | Q2                                                         | Q1                                                         |
| Grand Slam (S)                        | 2000  | 1300  | 780  | 430                                                        | 240                                                        | 130                                                        | 70                                                         | 10                                                         | 40                                                         | 30                                                         | 20                                                         | 2                                                          |
| Grand Slam (D)                        | 2000  | 1300  | 780  | 430                                                        | 240                                                        | 130                                                        | 10                                                         | –                                                          | 40                                                         | –                                                          | –                                                          | –                                                          |
| Turneul Campioanelor (S)              | 1500* | 1080* | 750* | (+125 per meci round robin; +125 per round robin câștigat) | (+125 per meci round robin; +125 per round robin câștigat) | (+125 per meci round robin; +125 per round robin câștigat) | (+125 per meci round robin; +125 per round robin câștigat) | (+125 per meci round robin; +125 per round robin câștigat) | (+125 per meci round robin; +125 per round robin câștigat) | (+125 per meci round robin; +125 per round robin câștigat) | (+125 per meci round robin; +125 per round robin câștigat) | (+125 per meci round robin; +125 per round robin câștigat) |
| Turneul Campioanelor (D)              | 1500  | 1080  | 750  | 375                                                        | –                                                          | –                                                          | –                                                          | –                                                          | –                                                          | –                                                          | –                                                          | –                                                          |
| WTA 1000 - Mandatory (96S)            | 1000  | 650   | 390  | 215                                                        | 120                                                        | 65                                                         | 35                                                         | 10                                                         | 30                                                         | –                                                          | 20                                                         | 2                                                          |
| WTA 1000 - Mandatory (64/60S)         | 1000  | 650   | 390  | 215                                                        | 120                                                        | 65                                                         | 10                                                         | –                                                          | 30                                                         | –                                                          | 20                                                         | 2                                                          |
| WTA 1000 - Mandatory (28/32D)         | 1000  | 650   | 390  | 215                                                        | 120                                                        | 10                                                         | –                                                          | –                                                          | –                                                          | –                                                          | –                                                          | –                                                          |
| WTA 1000 - Non Mandatory (56S,64Q)    | 900   | 585   | 350  | 190                                                        | 105                                                        | 60                                                         | 1                                                          | –                                                          | 30                                                         | 22                                                         | 15                                                         | 1                                                          |
| WTA 1000 - Non Mandatory (56S,48/32Q) | 900   | 585   | 350  | 190                                                        | 105                                                        | 60                                                         | 1                                                          | –                                                          | 30                                                         | –                                                          | 20                                                         | 1                                                          |
| WTA 1000 - Non Mandatory (28D)        | 900   | 585   | 350  | 190                                                        | 105                                                        | 1                                                          | –                                                          | –                                                          | –                                                          | –                                                          | –                                                          | –                                                          |
| WTA 1000 - Non Mandatory (16D)        | 900   | 585   | 350  | 190                                                        | 1                                                          | –                                                          | –                                                          | –                                                          | –                                                          | –                                                          | –                                                          | –                                                          |
| WTA Elite Trophy (S)                  | 700*  | 440*  | 240* | (+40 per meci round robin; +80 per round robin câștigat)   | (+40 per meci round robin; +80 per round robin câștigat)   | (+40 per meci round robin; +80 per round robin câștigat)   | (+40 per meci round robin; +80 per round robin câștigat)   | (+40 per meci round robin; +80 per round robin câștigat)   | (+40 per meci round robin; +80 per round robin câștigat)   | (+40 per meci round robin; +80 per round robin câștigat)   | (+40 per meci round robin; +80 per round robin câștigat)   | (+40 per meci round robin; +80 per round robin câștigat)   |
| WTA 500 (56S)                         | 470   | 305   | 185  | 100                                                        | 55                                                         | 30                                                         | 1                                                          | –                                                          | 25                                                         | –                                                          | 13                                                         | 1                                                          |
| WTA 500 (32S)                         | 470   | 305   | 185  | 100                                                        | 55                                                         | 1                                                          | –                                                          | –                                                          | 25                                                         | 18                                                         | 13                                                         | 1                                                          |
| WTA 500 (16D)                         | 470   | 305   | 185  | 100                                                        | 1                                                          | –                                                          | –                                                          | –                                                          | –                                                          | –                                                          | –                                                          | –                                                          |
| WTA 250 (32S,32Q)                     | 280   | 180   | 110  | 60                                                         | 30                                                         | 1                                                          | –                                                          | –                                                          | 18                                                         | 14                                                         | 10                                                         | 1                                                          |
| WTA 250 (32S,16Q)                     | 280   | 180   | 110  | 60                                                         | 30                                                         | 1                                                          | –                                                          | –                                                          | 18                                                         | –                                                          | 12                                                         | 1                                                          |
| WTA 250 (16D)                         | 280   | 180   | 110  | 60                                                         | 1                                                          | –                                                          | –                                                          | –                                                          | –                                                          | –                                                          | –                                                          | –                                                          |
| WTA 125 series (S)                    | 160   | 95    | 57   | 29                                                         | 15                                                         | 1                                                          | –                                                          | –                                                          | 6                                                          | –                                                          | 4                                                          | 1                                                          |
| WTA 125 series (D)                    | 160   | 95    | 57   | 29                                                         | 1                                                          | -                                                          | –                                                          | –                                                          | –                                                          | –                                                          | –                                                          | –                                                          |
| ITF $100,000+H (S)                    | 150   | 90    | 55   | 28                                                         | 14                                                         | 1                                                          | –                                                          | –                                                          | 6                                                          | –                                                          | 4                                                          | –                                                          |
| ITF $100,000+H (D)                    | 150   | 90    | 55   | 28                                                         | 1                                                          | –                                                          | –                                                          | –                                                          | –                                                          | –                                                          | –                                                          | –                                                          |
| ITF $100,000 (S)                      | 140   | 85    | 50   | 25                                                         | 13                                                         | 1                                                          | –                                                          | –                                                          | 6                                                          | –                                                          | 4                                                          | –                                                          |
| ITF $100,000 (D)                      | 140   | 85    | 50   | 25                                                         | 1                                                          | –                                                          | –                                                          | –                                                          | –                                                          | –                                                          | –                                                          | –                                                          |
| ITF $80,000+H (S)                     | 130   | 80    | 48   | 24                                                         | 12                                                         | 1                                                          | –                                                          | –                                                          | 5                                                          | –                                                          | 3                                                          | –                                                          |
| ITF $80,000+H (D)                     | 130   | 80    | 48   | 24                                                         | 1                                                          | –                                                          | –                                                          | –                                                          | –                                                          | –                                                          | –                                                          | –                                                          |
| ITF $80,000 (S)                       | 115   | 70    | 42   | 21                                                         | 10                                                         | 1                                                          | –                                                          | –                                                          | 5                                                          | –                                                          | 3                                                          | –                                                          |
| ITF $80,000 (D)                       | 115   | 70    | 42   | 21                                                         | 1                                                          | –                                                          | –                                                          | –                                                          | –                                                          | –                                                          | –                                                          | –                                                          |
| ITF $60,000+H (S)                     | 100   | 60    | 36   | 18                                                         | 9                                                          | 1                                                          | –                                                          | –                                                          | 5                                                          | –                                                          | 3                                                          | –                                                          |
| ITF $60,000+H (D)                     | 100   | 60    | 36   | 18                                                         | 1                                                          | –                                                          | –                                                          | –                                                          | –                                                          | –                                                          | –                                                          | –                                                          |
| ITF $60,000 (S)                       | 80    | 48    | 29   | 15                                                         | 8                                                          | 1                                                          | –                                                          | –                                                          | 5                                                          | –                                                          | 3                                                          | –                                                          |
| ITF $60,000 (D)                       | 80    | 48    | 29   | 15                                                         | 1                                                          | –                                                          | –                                                          | –                                                          | –                                                          | –                                                          | –                                                          | –                                                          |
| ITF $25,000+H (S)                     | 60    | 36    | 22   | 11                                                         | 6                                                          | 1                                                          | –                                                          | –                                                          | 2                                                          | –                                                          | –                                                          | –                                                          |
| ITF $25,000+H (D)                     | 60    | 36    | 22   | 11                                                         | 1                                                          | –                                                          | –                                                          | –                                                          | –                                                          | –                                                          | –                                                          | –                                                          |
| ITF $25,000 (S)                       | 50    | 30    | 18   | 9                                                          | 5                                                          | –                                                          | –                                                          | –                                                          | 1                                                          | –                                                          | –                                                          | –                                                          |
| ITF $25,000 (D)                       | 50    | 30    | 18   | 9                                                          | 1                                                          | –                                                          | –                                                          | –                                                          | –                                                          | –                                                          | –                                                          | –                                                          |
| ITF $15,000 (S)                       | 10    | 6     | 4    | 2                                                          | 1                                                          | –                                                          | –                                                          | –                                                          | –                                                          | –                                                          | –                                                          | –                                                          |
| ITF $15,000 (D)                       | 10    | 6     | 4    | 1                                                          | –                                                          | –                                                          | –                                                          | –                                                          | –                                                          | –                                                          | –                                                          | –                                                          |

S = jucători de simplu, D = echipe de dublu, Q = jucători de calificare.

* Presupune recordul neînvins al meciului Round Robin.

"+H" indică faptul că este oferită ospitalitate.

## Clasamentul actual
| Clasament WTA (simplu), 17 martie 2025 | Clasament WTA (simplu), 17 martie 2025 | Clasament WTA (simplu), 17 martie 2025 | Clasament WTA (simplu), 17 martie 2025 | Clasament WTA (simplu), 17 martie 2025 |
| #                                      | Jucătoare                              | Puncte                                 | Mod.                                   |                                        |
| -------------------------------------- | -------------------------------------- | -------------------------------------- | -------------------------------------- | -------------------------------------- |
| 1                                      | Arina Sabalenka                        | 9.606                                  | ▬                                      |                                        |
| 2                                      | Iga Świątek (POL)                      | 7.375                                  | ▬                                      |                                        |
| 3                                      | Coco Gauff (USA)                       | 6.063                                  | ▬                                      |                                        |
| 4                                      | Jessica Pegula (USA)                   | 5.361                                  | ▬                                      |                                        |
| 5                                      | Madison Keys (USA)                     | 5.004                                  | ▬                                      |                                        |
| 6                                      | Mirra Andreeva                         | 4.710                                  | ▲ 5                                    |                                        |
| 7                                      | Jasmine Paolini (ITA)                  | 4.518                                  | ▼1                                     |                                        |
| 8                                      | Elena Rîbakina (KAZ)                   | 4.448                                  | ▼1                                     |                                        |
| 9                                      | Zheng Qinwen (CHN)                     | 3.985                                  | ▬                                      |                                        |
| 10                                     | Emma Navarro (USA)                     | 3.859                                  | ▼ 2                                    |                                        |
| 11                                     | Paula Badosa (ESP)                     | 3.736                                  | ▼ 1                                    |                                        |
| 12                                     | Daria Kasatkina                        | 3.061                                  | ▬                                      |                                        |
| 13                                     | Diana Shnaider                         | 2.938                                  | ▬                                      |                                        |
| 14                                     | Karolína Muchová (CZE)                 | 2.854                                  | ▲1                                     |                                        |
| 15                                     | Danielle Collins (USA)                 | 2.853                                  | ▼1                                     |                                        |
| 16                                     | Barbora Krejčíková (CZE)               | 2.675                                  | ▬                                      |                                        |
| 17                                     | Amanda Anisimova (USA)                 | 2.335                                  | ▲1                                     |                                        |
| 18                                     | Beatriz Haddad Maia (BRA)              | 2.369                                  | ▼1                                     |                                        |
| 19                                     | Donna Vekic (CRO)                      | 2.314                                  | ▲ 3                                    |                                        |
| 20                                     | Ekaterina Alexandrova                  | 2.158                                  | ▼ 1                                    |                                        |

| Clasament WTA (dublu), 17 martie 2025 | Clasament WTA (dublu), 17 martie 2025 | Clasament WTA (dublu), 17 martie 2025 | Clasament WTA (dublu), 17 martie 2025 | Clasament WTA (dublu), 17 martie 2025 |
| #                                     | Jucătoare                             | Puncte                                | Mod.                                  |                                       |
| ------------------------------------- | ------------------------------------- | ------------------------------------- | ------------------------------------- | ------------------------------------- |
| 1                                     | Kateřina Siniaková (CZE)              | 10.490                                | ▬                                     |                                       |
| 2                                     | Taylor Townsend (USA)                 | 8.543                                 | ▬                                     |                                       |
| 3                                     | Erin Routliffe (NZL)                  | 7.990                                 | ▬                                     |                                       |
| 4                                     | Gabriela Dabrowski (CAN)              | 6.535                                 | ▬                                     |                                       |
| 5                                     | Jeļena Ostapenko (LAT)                | 6.285                                 | ▬                                     |                                       |
| 6                                     | Sara Errani (ITA)                     | 5.625                                 | ▬                                     |                                       |
| 6                                     | Jasmine Paolini (ITA)                 | 5.625                                 | ▲ 1                                   |                                       |
| 8                                     | Asia Muhammad (USA)                   | 4.960                                 | ▲ 2                                   |                                       |
| 9                                     | Liudmila Kicenok (UKR)                | 4.835                                 | ▬                                     |                                       |
| 10                                    | Hsieh Su-wei (TPE)                    | 4.726                                 | ▼ 2                                   |                                       |
| 11                                    | Zhang Shuai (CHN)                     | 4.341                                 | ▲ 2                                   |                                       |
| 12                                    | Chan Hao-ching (TPE)                  | 4.325                                 | ▼ 1                                   |                                       |
| 13                                    | Veronika Kudermetova                  | 4.215                                 | ▼ 1                                   |                                       |
| 14                                    | Irina Khromacheva                     | 4.075                                 | ▬                                     |                                       |
| 15                                    | Desirae Krawczyk (USA)                | 3.963                                 | ▬                                     |                                       |
| 16                                    | Anna Danilina (KAZ)                   | 3.913                                 | ▲ 1                                   |                                       |
| 17                                    | Ellen Perez (AUS)                     | 3.820                                 | ▲ 1                                   |                                       |
| 18                                    | Laura Siegemund (GER)                 | 3.715                                 | ▲ 1                                   |                                       |
| 19                                    | Nicole Melichar-Martinez (USA)        | 3.650                                 | ▼ 1                                   |                                       |
| 20                                    | Caroline Dolehide (USA)               | 3.515                                 | ▲ 1                                   |                                       |

.

## Cele mai multe titluri la simplu de Grand Slam câștigate
Jucători activi în bold
| #  | Jucătoare             | Nr. titluri Grand Slam |
| -- | --------------------- | ---------------------- |
| 1. | Serena Williams       | 23                     |
| 2. | Steffi Graf           | 22                     |
| 3. | Chris Evert           | 18                     |
| 3. | / Martina Navratilova | 18                     |
| 5. | Margaret Court        | 11                     |
| 6. | / Monica Seles        | 9                      |
| 7. | Billie Jean King      | 8                      |
| 8. | Venus Williams        | 7                      |
| 8. | Evonne Goolagong      | 7                      |
| 8. | Justine Henin         | 7                      |

| #  | Jucătoare             | Nr. finale Grand Slam |
| -- | --------------------- | --------------------- |
| 1. | Chris Evert           | 34                    |
| 2. | Serena Williams       | 33                    |
| 3. | / Martina Navratilova | 32                    |
| 4. | Steffi Graf           | 31                    |
| 5. | Evonne Goolagong      | 18                    |
| 6. | Venus Williams        | 16                    |
| 7. | / Monica Seles        | 13                    |
| 8. | Arantxa Sánchez       | 12                    |
| 8. | Martina Hingis        | 12                    |
| 8. | Margaret Court        | 12                    |
| 8. | Billie Jean King      | 12                    |
| 8. | Justine Henin         | 12                    |

## Cele mai multe titluri la simplu per Grand Slam
Jucători activi în bold
|    | Australian Open       | Nr. titluri |
| -- | --------------------- | ----------- |
| 1. | Serena Williams       | 7           |
| 2. | Steffi Graf           | 4           |
| 2. | Margaret Court        | 4           |
| 2. | Evonne Goolagong      | 4           |
| 2. | / Monica Seles        | 4           |
| 6. | / Martina Navratilova | 3           |
| 6. | Martina Hingis        | 3           |
| 8. | Chris Evert           | 2           |
| 8. | Hana Mandlíková       | 2           |
| 8. | Jennifer Capriati     | 2           |
| 8. | Victoria Azarenka     | 2           |
| 8. | Naomi Osaka           | 2           |

|    | French Open           | Nr. titluri |
| -- | --------------------- | ----------- |
| 1. | Chris Evert           | 7           |
| 2. | Steffi Graf           | 6           |
| 3. | Justine Henin         | 4           |
| 4. | Margaret Court        | 3           |
| 4. | / Monica Seles        | 3           |
| 4. | Arantxa Sánchez       | 3           |
| 4. | Serena Williams       | 3           |
| 8. | / Martina Navratilova | 2           |
| 8. | Maria Șarapova        | 2           |

|    | Wimbledon             | Nr. titluri |
| -- | --------------------- | ----------- |
| 1. | / Martina Navratilova | 9           |
| 2. | Steffi Graf           | 7           |
| 2. | Serena Williams       | 7           |
| 4  | Venus Williams        | 5           |
| 5. | Billie Jean King      | 4           |
| 6. | Chris Evert           | 3           |
| 7. | Evonne Goolagong      | 2           |
| 7. | Petra Kvitová         | 2           |

|    | US Open               | Nr. titluri |
| -- | --------------------- | ----------- |
| 1. | Chris Evert           | 6           |
| 1. | Serena Williams       | 6           |
| 3. | Steffi Graf           | 5           |
| 4. | / Martina Navratilova | 4           |
| 5. | Billie Jean King      | 3           |
| 5. | Margaret Court        | 3           |
| 5. | Kim Clijsters         | 3           |
| 8. | Tracy Austin          | 2           |
| 8. | / Monica Seles        | 2           |
| 8. | Venus Williams        | 2           |
| 8. | Justine Henin         | 2           |
| 8. | Naomi Osaka           | 2           |

### Meciuri câștigate per Grand Slam
|     | Australian Open       | #  |
| --- | --------------------- | -- |
| 1.  | Serena Williams       | 92 |
| 2.  | Maria Șarapova        | 57 |
| 3.  | Lindsay Davenport     | 56 |
| 4.  | Venus Williams        | 54 |
| 5.  | Martina Hingis        | 52 |
| 6.  | Steffi Graf           | 47 |
| 7.  | / Martina Navratilova | 46 |
| 8.  | / Monica Seles        | 43 |
| 8.  | Kim Clijsters         | 43 |
| 10. | Arantxa Sánchez       | 42 |

|     | French Open           | #  |
| --- | --------------------- | -- |
| 1.  | Steffi Graf           | 84 |
| 2.  | Chris Evert           | 72 |
| 2.  | Arantxa Sánchez       | 72 |
| 4.  | Serena Williams       | 69 |
| 5.  | Conchita Martínez     | 62 |
| 6.  | Maria Șarapova        | 56 |
| 7.  | / Monica Seles        | 54 |
| 8.  | Svetlana Kuznețova    | 52 |
| 9.  | / Martina Navratilova | 51 |
| 10. | Venus Williams        | 48 |

|     | Wimbledon             | #   |
| --- | --------------------- | --- |
| 1.  | / Martina Navratilova | 120 |
| 2.  | Serena Williams       | 98  |
| 3.  | Chris Evert           | 96  |
| 4.  | Venus Williams        | 90  |
| 5.  | Steffi Graf           | 74  |
| 6.  | Jana Novotná          | 50  |
| 7.  | Lindsay Davenport     | 49  |
| 8.  | Maria Șarapova        | 46  |
| 9.  | Agnieszka Radwańska   | 43  |
| 10. | Virginia Wade         | 42  |
| 10. | Gabriela Sabatini     | 42  |

|     | US Open               | #   |
| --- | --------------------- | --- |
| 1.  | Serena Williams       | 106 |
| 2.  | Chris Evert           | 101 |
| 3.  | / Martina Navratilova | 89  |
| 4.  | Venus Williams        | 79  |
| 5.  | Steffi Graf           | 73  |
| 6.  | Lindsay Davenport     | 62  |
| 7.  | Arantxa Sánchez       | 56  |
| 8.  | / Monica Seles        | 54  |
| 9.  | Gabriela Sabatini     | 51  |
| 10. | Zina Garrison         | 47  |

Sursă: WTA player career statistics

### Meciuri câștigate

#### Meciuri câștigate pe toate suprafețele
|     | Jucate                | #    |
| --- | --------------------- | ---- |
| 1.  | / Martina Navratilova | 1661 |
| 2.  | Chris Evert           | 1447 |
| 3.  | Virginia Wade         | 1168 |
| 4.  | Patty Schnyder        | 1099 |
| 5.  | Francesca Schiavone   | 1093 |
| 6.  | Venus Williams        | 1077 |
| 7.  | Arantxa Sánchez       | 1055 |
| 8.  | Samantha Stosur       | 1055 |
| 9.  | Conchita Martínez     | 1036 |
| 10. | Stéphanie Foretz      | 1025 |

|     | Câștigate             | #    |
| --- | --------------------- | ---- |
| 1.  | / Martina Navratilova | 1442 |
| 2.  | Chris Evert           | 1309 |
| 3.  | Steffi Graf           | 0900 |
| 4.  | Serena Williams       | 0855 |
| 5.  | Virginia Wade         | 0839 |
| 6.  | Venus Williams        | 0814 |
| 7.  | Arantxa Sánchez       | 0759 |
| 8.  | Lindsay Davenport     | 0753 |
| 9.  | Conchita Martínez     | 0739 |
| 10. | Evonne Goolagong      | 0704 |

#### Meciuri câștigate pe tip de suprafață
|     | Hard                  | #   |
| --- | --------------------- | --- |
| 1.  | Serena Williams       | 535 |
| 2.  | Venus Williams        | 483 |
| 3.  | Chris Evert           | 478 |
| 4.  | Lindsay Davenport     | 464 |
| 5.  | Caroline Wozniacki    | 430 |
| 6.  | Agnieszka Radwańska   | 412 |
| 7.  | Jelena Janković       | 400 |
| 8.  | Maria Șarapova        | 392 |
| 9.  | / Martina Navratilova | 375 |
| 10. | Svetlana Kuznețova    | 356 |

|     | Zgură                 | #   |
| --- | --------------------- | --- |
| 1.  | Chris Evert           | 382 |
| 2.  | Arantxa Sánchez       | 342 |
| 3.  | Conchita Martínez     | 314 |
| 4.  | Patty Schnyder        | 297 |
| 5.  | Sara Errani           | 296 |
| 6.  | Steffi Graf           | 279 |
| 7.  | Flavia Pennetta       | 266 |
| 8.  | Sandra Cecchini       | 261 |
| 9.  | Kiki Bertens          | 214 |
| 10. | / Martina Navratilova | 208 |

|    | Iarbă                 | #   |
| -- | --------------------- | --- |
| 1. | / Martina Navratilova | 307 |
| 2. | Margaret Court        | 293 |
| 3. | Chris Evert           | 242 |
| 4. | Pam Shriver           | 186 |
| 5. | Helena Suková         | 125 |
| 6. | Zina Garrison         | 121 |
| 7. | Rosalyn Fairbank      | 114 |
| 8. | Nathalie Tauziat      | 112 |
| 9. | Serena Williams       | 107 |
| 9. | Lori McNeil           | 107 |

|     | Gazon artificial      | #   |
| --- | --------------------- | --- |
| 1.  | / Martina Navratilova | 512 |
| 2.  | Chris Evert           | 207 |
| 3.  | Steffi Graf           | 190 |
| 4.  | Pam Shriver           | 187 |
| 5.  | Helena Suková         | 182 |
| 6.  | Zina Garrison         | 163 |
| 7.  | Jana Novotná          | 152 |
| 8.  | Manuela Maleeva       | 139 |
| 9.  | Nathalie Tauziat      | 127 |
| 10. | Magdalena Maleeva     | 122 |

|     | Outdoor               | #   |
| --- | --------------------- | --- |
| 1.  | Chris Evert           | 903 |
| 2.  | / Martina Navratilova | 755 |
| 5.  | Serena Williams       | 710 |
| 3.  | Steffi Graf           | 693 |
| 4.  | Arantxa Sánchez       | 687 |
| 7.  | Venus Williams        | 637 |
| 6.  | Conchita Martínez     | 614 |
| 8.  | Lindsay Davenport     | 585 |
| 9.  | Jelena Janković       | 507 |
| 10. | Margaret Court        | 501 |

|     | Indoor                | #   |
| --- | --------------------- | --- |
| 1.  | / Martina Navratilova | 605 |
| 2.  | Chris Evert           | 406 |
| 3.  | Steffi Graf           | 201 |
| 4.  | Pam Shriver           | 200 |
| 5.  | Zina Garrison         | 191 |
| 6.  | Helena Suková         | 187 |
| 7.  | Venus Williams        | 173 |
| 8.  | Lindsay Davenport     | 168 |
| 9.  | Jana Novotná          | 164 |
| 10. | Manuela Maleeva       | 149 |

## Clasament WTA (din 3 noiembrie 1975)
- La data de 9 august 2021
- Jucători activi în Bold

|    | Săptămâni Nr. 1       | #   |
| -- | --------------------- | --- |
| 1  | Steffi Graf           | 377 |
| 2  | / Martina Navratilova | 332 |
| 3  | Serena Williams       | 319 |
| 4  | Chris Evert           | 260 |
| 5  | Martina Hingis        | 209 |
| 6  | / Monica Seles        | 178 |
| 7  | Justine Henin         | 117 |
| 8  | Lindsay Davenport     | 98  |
| 9  | Ashleigh Barty        | 88  |
| 10 | Caroline Wozniacki    | 71  |

|     | Săptămâni consecutive Nr. 1 | #   |
| --- | --------------------------- | --- |
| 1.  | Steffi Graf                 | 186 |
| 1.  | Serena Williams             | 186 |
| 3.  | / Martina Navratilova       | 156 |
| 4.  | Chris Evert                 | 113 |
| 5.  | Steffi Graf (2)             | 94  |
| 6.  | / Monica Seles              | 91  |
| 7.  | / Martina Navratilova (2)   | 90  |
| 8.  | Steffi Graf (3)             | 87  |
| 9.  | Ashleigh Barty              | 81  |
| 10. | Martina Hingis              | 80  |

|    | WTA Year-end No. 1    | # |
| -- | --------------------- | - |
| 1. | Steffi Graf           | 8 |
| 2. | / Martina Navratilova | 7 |
| 3. | Chris Evert           | 5 |
| 3. | Serena Williams       | 5 |
| 5. | Lindsay Davenport     | 4 |
| 6. | / Monica Seles        | 3 |
| 6. | Martina Hingis        | 3 |
| 6. | Justine Henin         | 3 |
| 9. | Caroline Wozniacki    | 2 |
| 9. | Simona Halep          | 2 |
| 9. | Ashleigh Barty        | 2 |

|    | WTA Player of the Year    | # |
| -- | ------------------------- | - |
| 1. | Steffi Graf               | 8 |
| 2. | / Martina Navratilova     | 7 |
| 2. | Serena Williams           | 7 |
| 4. | / Monica Seles            | 2 |
| 4. | Lindsay Davenport         | 2 |
| 4. | Justine Henin             | 2 |
| 4. | Kim Clijsters             | 2 |
| 8. | 12 jucătoare la egalitate | 1 |

Cea mai tânără Nr. 1 WTA
| Nume           | Vârstă           | Data nașterii     | Data clasării Nr.1 |
| -------------- | ---------------- | ----------------- | ------------------ |
| Martina Hingis | 16 ani, 152 zile | 9 septembrie 1980 | 1 martie 1997      |

Cea mai în vârstă Nr. 1 WTA
| Nume            | Vârstă           | Data nașterii      | Data clasării Nr.1 |
| --------------- | ---------------- | ------------------ | ------------------ |
| Serena Williams | 35 ani, 224 zile | 26 septembrie 1981 | 8 mai 2017         |

### Jucătoare cu cea mai slabă clasare care au învins numărul 1 mondial
Acest tabel afișează jucătoarele cu cea mai slabă clasare care au învins jucătorul clasat pe locul 1 mondial de când Asociația de tenis feminin a început clasamentul computerizat la 3 noiembrie 1975. (Fără a include meciurile în care jucătoarea clasată pe locul 1 s-a retras)
| Poziție | Jucătoare      | Nr.1 mondial învinsă | Eveniment             |
| ------- | -------------- | -------------------- | --------------------- |
| 226     | Zhang Shuai    | Dinara Safina        | 2009 Beijing (2R)     |
| 188     | Julie Coin     | Ana Ivanovic         | 2008 US Open (2R)     |
| 133     | Zheng Jie      | Ana Ivanovic         | 2008 Wimbledon (3R)   |
| 133     | Kim Clijsters  | Lindsay Davenport    | 2005 Indian Wells (F) |
| 132     | Chang Kai-chen | Dinara Safina        | 2009 Tokyo (2R)       |

## Jucătoare cu cea mai slabă clasare care au câștigat un titlu la simplu
Următorul tabel afișează jucătoarele clasate mai sus de locul 200, care au câștigat un titlu WTA
| Poziție      | Jucătoare            | Turneu           |
| ------------ | -------------------- | ---------------- |
| Neclasificat | Mirjana Lučić-Baroni | Bol 1997         |
| Neclasificat | Kim Clijsters        | U.S. Open 2009   |
| 579          | Angelique Widjaja    | Bali 2001        |
| 299          | Margarita Gasparian  | Tashkent 2018    |
| 285          | Fabiola Zuluaga      | Bogotá 2002      |
| 259          | Tamira Paszek        | Portorož 2006    |
| 234          | Lindsay Davenport    | Bali 2007        |
| 233          | Markéta Vondroušová  | Biel Bienne 2017 |
| 209          | Alexandra Dulgheru   | Varșovia 2009    |
| 208          | Melanie Oudin        | Birmingham 2012  |
| 207          | Federica Haumüller   | Guarujá 1989     |
| 205          | Kumiko Okamoto       | Tokyo 1989       |
| 201          | Petra Langrová       | Paris 1988       |

## Premii în bani
- Top 15 Career Prize Money Leaders La data de 27 iunie 2022 :
- Top 15 YTD Money Leaders La data de 27 iunie 2022 :

|    | Jucătoare           | Premiu bani |
| -- | ------------------- | ----------- |
| 1  | Serena Williams     | $94,518,971 |
| 2  | Venus Williams      | $42,280,540 |
| 3  | Simona Halep        | $38,973,074 |
| 4  | Maria Șarapova      | $38,777,962 |
| 5  | Caroline Wozniacki  | $35,233,415 |
| 6  | Victoria Azarenka   | $34,449,618 |
| 7  | Petra Kvitová       | $34,038,675 |
| 8  | Angelique Kerber    | $31,731,652 |
| 9  | Agnieszka Radwańska | $27,683,807 |
| 10 | Svetlana Kuznețova  | $25,816,890 |
| 11 | Martina Hingis      | $24,749,074 |
| 12 | Kim Clijsters       | $24,545,194 |
| 13 | Garbiñe Muguruza    | $24,394,049 |
| 14 | Ashleigh Barty      | $23,829,070 |
| 15 | Karolína Plíšková   | $23,543,689 |

|    | Jucătoare          | Premiu bani |
| -- | ------------------ | ----------- |
| 1  | Serena Williams    | $94,518,971 |
| 2  | Venus Williams     | $42,280,540 |
| 3  | Simona Halep       | $38,973,074 |
| 4  | Victoria Azarenka  | $34,449,618 |
| 5  | Petra Kvitová      | $34,038,675 |
| 6  | Angelique Kerber   | $31,731,652 |
| 7  | Svetlana Kuznețova | $25,816,890 |
| 8  | Garbiñe Muguruza   | $24,394,049 |
| 9  | Karolína Plíšková  | $23,543,689 |
| 10 | Elina Svitolina    | $21,418,949 |
| 11 | Naomi Osaka        | $21,050,567 |
| 12 | Samantha Stosur    | $19,976,373 |
| 13 | Sloane Stephens    | $16,923,458 |
| 14 | Vera Zvonariova    | $15,567,264 |
| 15 | Madison Keys       | $14,537,182 |

|    | Jucătoare           | An   | Premiu bani |
| -- | ------------------- | ---- | ----------- |
| 1  | Serena Williams     | 2013 | $12,385,572 |
| 2  | Ashleigh Barty      | 2019 | $11,307,587 |
| 3  | Serena Williams (2) | 2015 | $10,582,642 |
| 4  | Angelique Kerber    | 2016 | $10,136,615 |
| 5  | Serena Williams (3) | 2014 | $9,317,298  |
| 6  | Victoria Azarenka   | 2012 | $7,923,920  |
| 7  | Serena Williams (4) | 2016 | $7,675,030  |
| 8  | Simona Halep        | 2018 | $7,409,564  |
| 9  | Serena Williams (5) | 2012 | $7,045,975  |
| 10 | Simona Halep (2)    | 2019 | $6,962,442  |
| 11 | Naomi Osaka         | 2019 | $6,788,282  |
| 12 | Caroline Wozniacki  | 2018 | $6,657,719  |
| 13 | Serena Williams (6) | 2009 | $6,545,586  |
| 14 | Maria Șarapova      | 2012 | $6,508,296  |
| 15 | Bianca Andreescu    | 2019 | $6,504,150  |